# (9906) Tintoretto
(9906) Tintoretto est un astéroïde de la ceinture principale.

## Description
(9906) Tintoretto est un astéroïde de la ceinture principale. Il fut découvert le 26 septembre 1960 à l'observatoire Palomar par Cornelis Johannes van Houten, Ingrid van Houten-Groeneveld et Tom Gehrels. Il présente une orbite caractérisée par un demi-grand axe de 2,62 UA, une excentricité de 0,18 et une inclinaison de 13,4° par rapport à l'écliptique.

## Compléments